# Torre Alsina
Torre Alsina és un monument del municipi de la Seu d'Urgell (Alt Urgell) protegit com a bé cultural d'interès local.

## Descripció
La seu del Consell Comarcal de la Seu d'Urgell és un edifici de dos pisos i golfes, de planta rectangular, i organitzat al voltant d'un pati. La coberta, de pissarra, és a tres vessants, amb una claraboia a la part central i llucanes per il·luminar les golfes. S'alternen llucanes amb un frontó triangular i volutes laterals amb d'altres sense volutes i de mida més petita. A la cornisa de la coberta hi ha els pinacles que coronen les pilastres que organitzen la distribució de la façana en cossos diferenciats. A la part central de la façana hi ha una estructura formada per quatre pilars i un entaulament per la qual s'accedeix a l'interior. A ambdós costats hi ha sengles finestres d'arc de mig punt envoltades per un parament en forma de carreus encoixinats. Al primer pis hi ha un balcó central amb barana de balustres i als dos costats un altre balcó amb barana de forja. Als extrems hi torna a haver balcons amb balustres. La cantonada de l'edifici s'articula per un cos semicilíndric, amb una finestra a la planta baixa i un balcó de forja al primer pis, amb coberta tronco piramidal.
La façana del passatge de l'Alsina és més estreta i s'organitza mitjançant dues grans obertures rectangulars amb una porta d'arc de mig punt al centre. El parament és també de carreus encoixinats. El primer pis es divideix en tres cossos emmarcats per pilastres. Al centre hi ha dues finestres i als extrems dos balcons amb balustrada. Tres llucanes il·luminen el darrer pis, al centre n'hi ha una de petita, mentre que als costats són més grosses
La façana oriental dona a un espai enjardinat que forma part de l'immoble.
La declaració de bé cultural d'interès local compren les següents parts de l'edifici: la façana de ponent, situada al passeig de Joan Brudieu, i la façana septentrional, situada al passatge Alsina.

## Història
L'actual seu del Consell Comarcal de l'Alt Urgell, era conegut antigament amb el nom de Torre Alsina. L'edifici ha tingut diversos usos al llarg del temps: hotel, cafè, calabós de la FAI durant la guerra civil i estació d'autobusos entre 1950 i 1990. Els canvis d'ús que ha patit l'immoble ha suposat un seguit de transformacions, que no han afectat massa les façanes però si l'estructura interior. La tipologia original pensada com un hotel tenia un gran vestíbul a la planta baixa, jardí a ponent i les habitacions organitzades al voltant d'un pati interior a la planta primera. La coberta era a doble vessant, molt diferent a l'actual. Cap a 1930 es construí la coberta de pissarra, amb mansarda i llucanes, sostinguda per un entramat d'encavallades de fusta. Amb aquesta intervenció l'edifici prenia un aire més monumental.
El 1991 l'arquitecte Pere Serra Amengual va adequar l'edifici per allotjar les oficines del Consell Comarcal de l'Alt Urgell, conservant el pati com a eix vertebrador i deixant a la vista l'entramat de fusta de la sotacoberta.